# Kuštanovci
Kuštanovci – wieś w Słowenii, w gminie Puconci. W 2018 roku liczyła 169 mieszkańców.